# Прилипац
Прилипац је насеље у Србији у општини Пожега у Златиборском округу. Према попису из 2022. било је 247 становника. Стари назив насеља је Капице.
У селу се сваке године почев од 1995. одржава ликовна колонија. Богородичина црква у Прилипцу је споменик културе, црквена општина у сарадњи са уметничком колонијом додељује награду Печат Кнеза Лазара. У селу се налази археолошки локалитет Велика хумка.
Овде се налази ОШ „Емилија Остојић” ИО Прилипац.

## Демографија
У насељу Прилипац живи 263 пунолетна становника, а просечна старост становништва износи 40,4 година (40,5 код мушкараца и 40,3 код жена). У насељу има 91 домаћинство, а просечан број чланова по домаћинству је 3,75.
Ово насеље је великим делом насељено Србима (према попису из 2002. године), а у последња три пописа, примећен је пад у броју становника.
|  |

| Демографија | Демографија | Демографија |
| Година      | Становника  | Становника  |
| ----------- | ----------- | ----------- |
| 1948.       | 390         |             |
| 1953.       | 429         |             |
| 1961.       | 395         |             |
| 1971.       | 387         |             |
| 1981.       | 365         |             |
| 1991.       | 353         | 345         |
| 2002.       | 341         | 348         |

| Етнички састав према попису из 2002.‍ | Етнички састав према попису из 2002.‍ | Етнички састав према попису из 2002.‍ | Етнички састав према попису из 2002.‍ | Етнички састав према попису из 2002.‍ |
| ------------------------------------ | ------------------------------------ | ------------------------------------ | ------------------------------------ | ------------------------------------ |
|                                      |                                      |                                      |                                      |                                      |
| Срби                                 | Срби                                 |                                      | 340                                  | 99,70%                               |
| Југословени                          | Југословени                          |                                      | 1                                    | 0,29%                                |
| непознато                            | непознато                            |                                      | 0                                    | 0,0%                                 |

| Година пописа     | 1948. | 1953. | 1961. | 1971. | 1981. | 1991. | 2002. |
| ----------------- | ----- | ----- | ----- | ----- | ----- | ----- | ----- |
| Број домаћинстава | 65    | 70    | 83    | 87    | 93    | 86    | 91    |

| Број чланова      | 1  | 2  | 3  | 4  | 5  | 6  | 7 | 8 | 9 | 10 и више | Просек |
| ----------------- | -- | -- | -- | -- | -- | -- | - | - | - | --------- | ------ |
| Број домаћинстава | 11 | 19 | 10 | 18 | 16 | 14 | 1 | 0 | 1 | 1         | 3,75   |

| Пол    | Укупно | Неожењен/Неудата | Ожењен/Удата | Удовац/Удовица | Разведен/Разведена | Непознато |
| ------ | ------ | ---------------- | ------------ | -------------- | ------------------ | --------- |
| Мушки  | 144    | 36               | 96           | 9              | 3                  | 0         |
| Женски | 132    | 16               | 93           | 22             | 1                  | 0         |
| УКУПНО | 276    | 52               | 189          | 31             | 4                  | 0         |

| Пол    | Укупно                    | Пољопривреда, лов и шумарство | Рибарство                            | Вађење руде и камена | Прерађивачка индустрија       |
| ------ | ------------------------- | ----------------------------- | ------------------------------------ | -------------------- | ----------------------------- |
| Мушки  | 78                        | 23                            | 0                                    | 1                    | 22                            |
| Женски | 56                        | 41                            | 0                                    | 0                    | 8                             |
| УКУПНО | 134                       | 64                            | 0                                    | 1                    | 30                            |
| Пол    | Производња и снабдевање   | Грађевинарство                | Трговина                             | Хотели и ресторани   | Саобраћај, складиштење и везе |
| Мушки  | 4                         | 7                             | 5                                    | 0                    | 2                             |
| Женски | 0                         | 1                             | 1                                    | 0                    | 0                             |
| УКУПНО | 4                         | 8                             | 6                                    | 0                    | 2                             |
| Пол    | Финансијско посредовање   | Некретнине                    | Државна управа и одбрана             | Образовање           | Здравствени и социјални рад   |
| Мушки  | 0                         | 0                             | 6                                    | 4                    | 3                             |
| Женски | 0                         | 0                             | 1                                    | 2                    | 1                             |
| УКУПНО | 0                         | 0                             | 7                                    | 6                    | 4                             |
| Пол    | Остале услужне активности | Приватна домаћинства          | Екстериторијалне организације и тела | Непознато            | Непознато                     |
| Мушки  | 1                         | 0                             | 0                                    | 0                    | 0                             |
| Женски | 0                         | 0                             | 0                                    | 1                    | 1                             |
| УКУПНО | 1                         | 0                             | 0                                    | 1                    | 1                             |

## Галерија
- Основна школа
- Богородичина црква
- Спомен-чесма